# Tiro de las Estrellas de la LNB
El Tiro de las Estrellas de la LNB es uno de los concursos anuales del Juego de las Estrellas de la LNB. Se inició en la temporada 2009/10 y consiste en una prueba contrarreloj de tiro a distancia desde 6 ubicaciones diferentes. El mismo se desarrolla en tríos integrados por un jugador activo en la Liga Nacional de Básquet, una leyenda de la liga y una integrante de la selección argentina femenina de baloncesto. En la última edición se agregó como cuarto participante de cada equipo a jugadores del equipo de básquet sobre sillas de ruedas del club CILSA Buenos Aires. 

## Modo de disputa
La competencia es a contrarreloj con un máximo de tiempo de 2 minutos por vuelta.
Primero se juega una ronda de clasificación, a dos vueltas donde los dos mejores tiempos avanzan a la final, la cual es a una vuelta. Los participantes deben lanzar alternando entre seis posiciones, buscando conseguir la mayor cantidad de conversiones en el menor tiempo posible. 
Para que un competidor cambie a otro en el mismo equipo, el primero debe encestar en todas las posiciones.
Las posiciones son dos desde línea de doble, tres desde línea de triples y una cercana a la mitad de la cancha.
1. Desde 3 metros al tablero del lado derecho
2. Desde 4,5 metros del lado izquierdo
3. Triple frontal
4. Desde 5 metros del lado derecho, cerca de línea de fondo
5. Triple del lado izquierdo
6. Desde el círculo central

## Ganadores

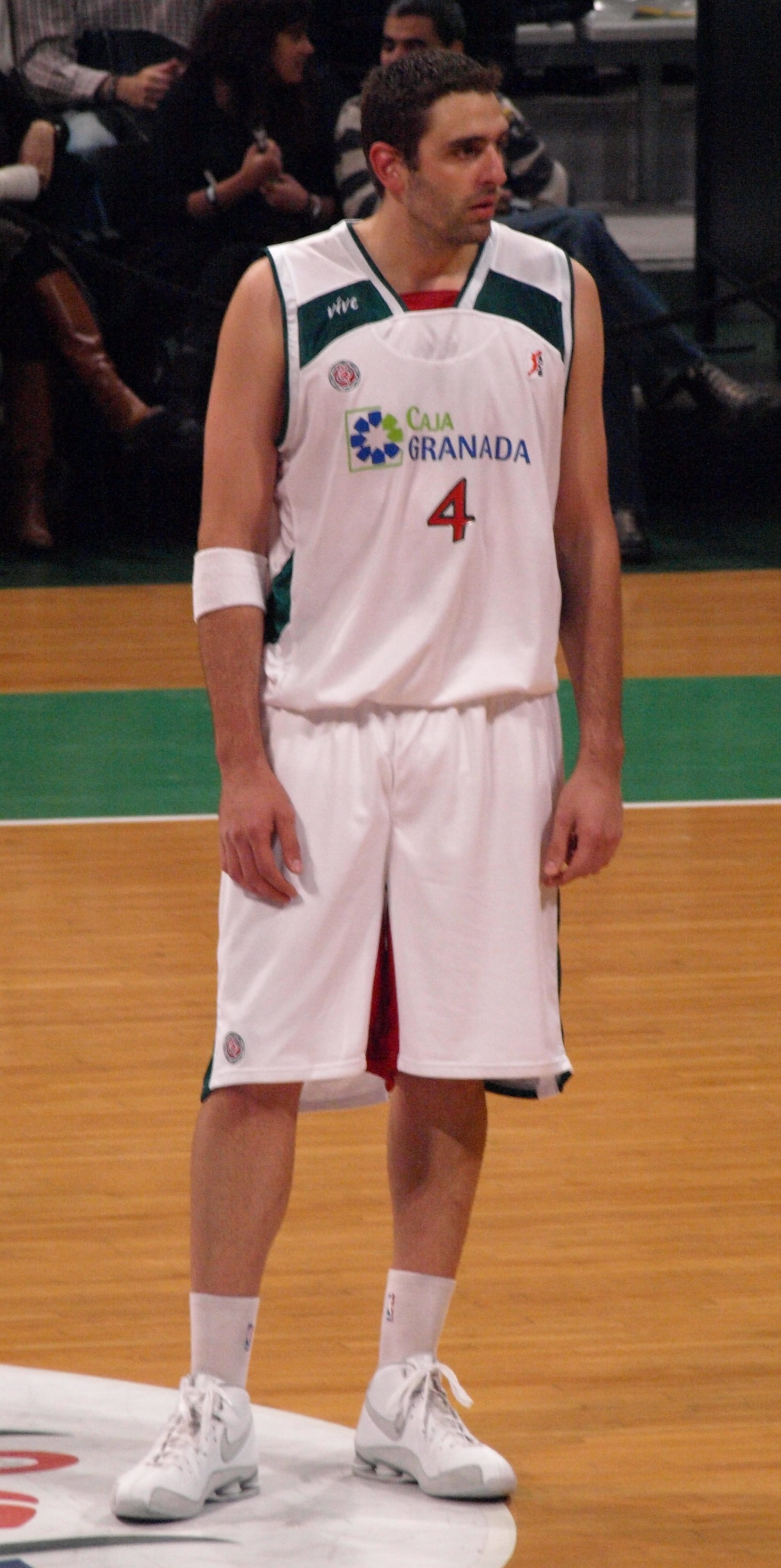
Juan Pedro Gutiérrez, integrante del trío ganador de la cuarta edición.

| Jugador (#) | Denota el número de veces que el jugador ha ganado el concurso                |
| Equipo (#)  | Denota el número de veces que un jugador de este equipo ha ganado el concurso |

| Temp | Jugadores | Tiempo |
| ---- | --- | ------ |
| 2010 | Julio Mázzaro (Obras) Héctor Campana (Leyenda) Verónica Soberón (Selección femenina)                         | 14s    |
| 2011 | Federico Kammerichs (Regatas (C)) Mario Milanesio (Leyenda) Rocío Rojas (Selección femenina)                 | 27s 6  |
| 2012 | Juan Pablo Cantero (Lanús) Esteban De la Fuente (Leyenda) Macarena Durso (Selección femenina)                | 18s 2  |
| 2013 | Juan Pedro Gutiérrez (Obras) Mariano Aguilar (Leyenda) Macarena Durso (Selección femenina)                   | 25s 5  |
| 2014 | Adrián Boccia (Peñarol) Héctor Campana (Leyenda) Macarena Durso (Selección femenina)                         | 30s 6  |
| 2019 | Mauro Cosolito (Ferro) Juan Pedro Gutiérrez (Leyenda) Débora González (Selección femenina)                   |        |
| 2021 | Paolo Quinteros (Regatas (C)) Esteban Pérez (Leyenda) Agustina Jourdheuil (Selección femenina)               | 18s 1  |
| 2022 | Sebastián Vega (Gimnasia (CR)) Agostina Burani (Selección femenina) Juan Aude (Selección básquet silencioso) | 42s 5  |
| 2023 | Ignacio Alessio (Unión (SF)) Walter Herrmann (Leyenda) Candela Gentinetta (Selección femenina)               | 28s 8  |
| 2024 | Héctor Campana (Leyenda) Juan Pedro Gutiérrez (Leyenda) Carla Miculka (Selección femenina)                   | 38s 3  |